# Bluestocking

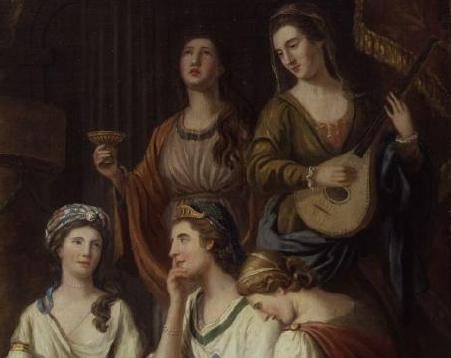
Retrat de Bluestockings de Richard Samuel

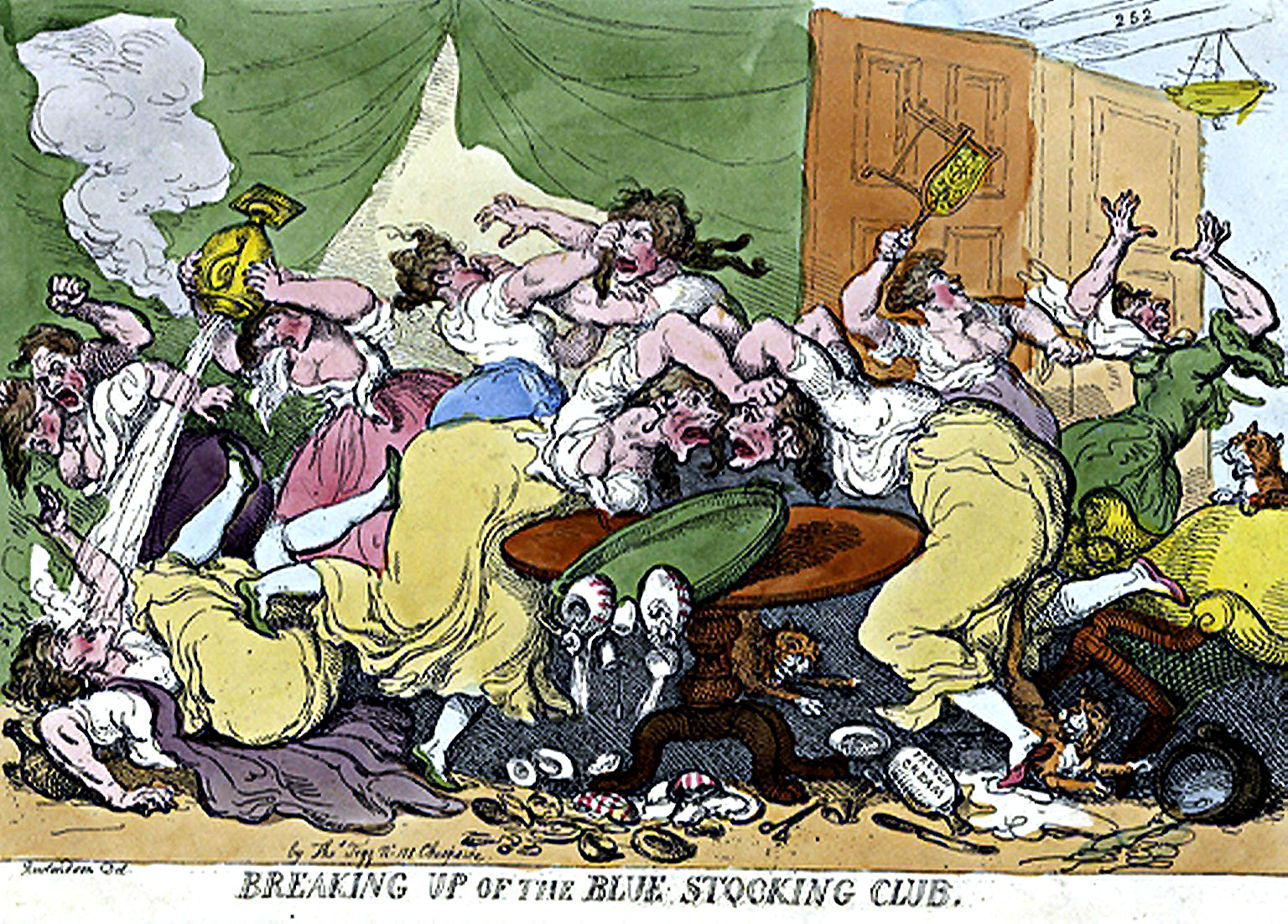
Caricatura de Bluestockings de Rowlandson

Bluestocking és un terme per a una dona culta i intel·lectual, originàriament membre de la Blue Stockings Society d'Anglaterra del segle xviii dirigida per l'amfitriona i crítica Elizabeth Montagu (1718–1800), la "Reina del Blues", inclosa Elizabeth Vesey (1715–1791), Hester Chapone (1727–1801) i la classicista Elizabeth Carter (1717–1806). A la generació següent van venir Hester Lynch Piozzi (1741–1821), Hannah More (1745–1833) i Frances Burney (1752–1840). El terme ara s'aplica de manera més àmplia a les dones que mostren interès per qüestions literàries o intel·lectuals.
Fins a finals del segle xviii, el terme s'havia referit a persones cultes d'ambdós sexes. Més tard es va aplicar principalment a dones intel·lectuals i l'equivalent francès bas bleu tenia una connotació semblant. El terme més tard va desenvolupar implicacions negatives i ara s'utilitza sovint de manera despectiva. La referència a les mitges blaves pot sorgir de l'època en què les mitges de llana eren vestits informals, en contrast amb les mitjanes de seda negra formals i de moda. La referència més freqüent d'aquest tipus és a un home, Benjamin Stillingfleet, que, segons es diu, no tenia les mitges negres formals, però que va participar en la Blue Stockings Society. Segons l'explicació de Frances Burney, una Bluestocking, Stillingfleet va ser convidat a una reunió literària per Elizabeth Vesey, però va ser rebutjat a causa de la seva roba informal. La seva resposta va ser "no importa com vaig vestit! He vingut amb les teves mitges blaves!"

## Història
La Blue Stockings Society va ser una societat literària dirigida per Elizabeth Montagu i altres a la dècada de 1750 a Anglaterra. Elizabeth Montagu era una anomalia en aquesta societat perquè va prendre possessió de la propietat del seu marit quan aquest va morir. Això li va permetre tenir impacte en el seu món. Aquesta societat va ser fundada per dones i incloïa molts membres destacats de la societat anglesa, tant masculins com femenins, com Harriet Bowdler, Edmund Burke, Sarah Fielding, Samuel Johnson i Frances Pulteney. MP, una òpera còmica de 1811 de Thomas Moore i Charles Edward Horn, es va subtitular The Blue Stocking. Contenia un personatge Lady Bab Blue que era una paròdia de les bluestockings.
S'ha atribuït una referència als bluestockings a Jan Amós Comenius en el seu llibre de 1638, on esmentava l'antiga tradició de les dones excloses de l'educació superior, citant la Bíblia i Eurípides.
 Aquesta referència, però, prové de la traducció de Keatinge de 1896 i no està present al text llatí original de Comenius.  El nom podria haver estat aplicat al segle xv a les mitges blaves que portaven els membres de la Compagnie della Calza a Venècia, que aleshores va ser adoptada a París i Londres; al segle XVII als Covenanters a Escòcia, que portaven mitges de llana sense blanquejar, en contrast amb les mitges blanquejades o tenyides dels més benestants. El 1870 Henry D. Wheatley va assenyalar que la coteria d'Elizabeth Montagu va rebre el nom de "mitges blaves" arrel de les mitges blaves que portava el naturalista Benjamin Stillingfleet. 
William Hazlitt va dir: "La bluestocking és el personatge més odiós de la societat... s'enfonsa allà on la col·loquen, com el rovell d'un ou, al fons, i porta la brutícia amb ella".

## Altres usos
Al Japó, una revista literària Seitō (Bluestocking) es va llançar el 1911 sota el lideratge de Raichō Hiratsuka. Va funcionar fins al 1916, proporcionant una sortida creativa i una plataforma política per a les feministes japoneses, tot i que s'enfrontava a la protesta pública i la censura del govern.